# 黄白龙胆
黄白龙胆（学名：Gentiana prattii）是龙胆科龙胆属的植物，是中国的特有植物。分布在中国大陆的青海、四川、云南、陕西等地，生长于海拔3,000米至4,000米的地区，多生长在山坡草地、山坡草甸或滩地，目前尚未由人工引种栽培。